# Perla Amanda Muñoz
Perla Amanda Muñoz (Buenos Aires, 27 de febrero de 1974) es una deportista argentina  que compitió en atletismo adaptado, especialista en los 400 m planos, lanzamiento de disco, lanzamiento de jabalina y lanzamiento de peso.
Ha sido parte del conjunto femenino de deportistas argentinas que ha asistido a los Juegos Paralímpicos desde 2000, aunque no ha recibido medalla. Por otro lado, y a nivel continental, participó en los Juegos Parapanamericanos de 2007 en Río de Janeiro donde recibió la medalla de plata en lanzamiento de jabalina y dos medallas de bronce en lanzamiento de disco y bala, todas dentro de la categoría T35; cuatro años después, y en los Juegos Parapanamericanos de 2011 en Guadalajara, alcanzó dos medallas de bronce en lanzamiento de disco y bala dentro de la misma categoría.
Por otro lado, el 6 de septiembre de 1999 superó la plusmarca americana en los 200 m planos femenino categoría T35	 con un tiempo de 41s77 en México. El año 2004, batió el récord del mundo en lanzamiento de jabalina categoría 5 con una distancia de 18m92cm en Argentina, mientras que en los Juegos Paralímpicos de Sídney 2000 superó la plusmarca mundial en los 400 m planos categoría T35.